# Homosexualité latente
L'homosexualité latente désigne l'attraction et l'attirance sexuelle qu'une personne éprouve pour une autre du même sexe, sans qu'elle soit conscientisée. C'est une forme de bisexualité non acceptée ou conscientisée, ceux qui sont sujets à de l'homosexualité latente adoptant des comportements strictement hétérosexuels.

## Psychanalyse
La psychanalyse estime que l'homosexualité latente est une des causes majeures de l'homophobie.